# Eosuchia
Az Eosuchia a hüllők (Reptilia) osztályába és a Diapsida alosztályába tartozó kihalt rend.
Egyes filogenetikus rendszertan szerint, meglehet tévesen, a pikkelyes hüllők (Squamata) és a felemásgyíkok (Rhynchocephalia) testvértaxonjaként kezelik.

## Rendszerezés
A rendbe az alábbi családok és nemek tartoznak:
- Galesphyridae
  - Galesphyrus
- Younginidae
  - Heleosuchus
  - Youngina
- Tangasauridae - a családba tartozó fajok, édesvízi hüllők[2]
  - Hovasaurus
  - Tangasaurus
  - Thadeosaurus
  - Kenyasaurus

A két alábbi nem, nem biztos, hogy ebbe a rendbe tartoznak:
- ?Noteosuchus
- ?Acerosodontosaurus

## Fordítás
Ez a szócikk részben vagy egészben  az   Eosuchia című angol Wikipédia-szócikk ezen változatának fordításán alapul.  Az eredeti cikk szerkesztőit annak laptörténete sorolja fel. Ez a jelzés csupán a megfogalmazás eredetét és a szerzői jogokat jelzi, nem szolgál a cikkben szereplő információk forrásmegjelöléseként.